# Volkswagen Polo IV
La cuarta generación del Polo comparte su plataforma con el SEAT Ibiza (6L), el SEAT Córdoba y el Škoda Fabia de primera generación y se presentó oficialmente en el IAA de 2001. Se abandonó la carrocería familiar, por lo que las que permanecieron a la venta son los hatchback de tres y cinco puertas y la sedán de cuatro puertas. El Polo se ubica por encima de los otros dos turismos del segmento B de la marca, el Volkswagen Gol (en mercados de América Latina) y el Volkswagen Fox, y por debajo del Volkswagen Golf.
En el modelo previo a la reestilización de mayo de 2005 (tipo 9N), el Polo incorporaba cuatro faros delanteros redondos, similares a los del Lupo. Más tarde fueron cambiados por un formato más cercano a los modelos de fines de la década de 2000 similar al Volkswagen Passat (tipo 9N3). Esta versión previa al rediseño se fabricó de noviembre de 2001 hasta el 30 de abril de 2005.
Comparado con su antecesor, la carrocería es 15,4 centímetros más larga y con ello alcanza medidas exteriores similares a las del Golf II. La batalla 5,3 centímetros más larga gustó especialmente a los pasajeros al incrementar la libertad de movimiento en las piernas. El también incrementado espacio en el maletero alcanza en la configuración estándar 270 litros de capacidad y puede incrementarse abatiendo los asientos traseros hasta 1030 litros.
Poco después de su desaparición en los mercados más maduros esta generación del Polo continuó su producción en China y Brasil, y fue relanzado en Sudáfrica bajo el nombre de Polo Vivo sustituyendo al veterano Citi Golf dentro de la gama de productos de aquel país.

## Seguridad
Los vehículos alemanes vienen de serie con sistema antibloqueo (ABS) y con dirección asistida dependiente de la velocidad. En combinación con el equipo opcional de control electrónico de estabilidad (ESP) llegó por primera vez al Polo la utilización de un asistente de frenos hidráulico, que puede reducir la distancia de frenado en una situación peligrosa.
Se protege a los conductores y pasajeros con bolsas de aire delanteras y tensores de cinturón con limitador de tensión de serie. Hubo bolsas de aire para las cabezas en los asientos de enfrente disponibles con un costo extra a partir del año 2002. Los pedales en el área de los pies del conductor se alejan del cuerpo del conductor en caso de un accidente, esto para reducir el riesgo de lesiones en el área de las piernas.
En la prueba de choque del Euro NCAP en el año 2002 el Polo IV alcanzó cuatro de cinco estrellas posibles por motivo de las evaluaciones de la seguridad interior y por tener cuatro estrellas en la evaluación de la seguridad de los transeúntes.
|                      |
| Polo IV tres puertas |

|               |
| Vista trasera |

|                                                     |
| Interior de un Polo Trend (de exportación española) |

## Polo sedán (9N2)

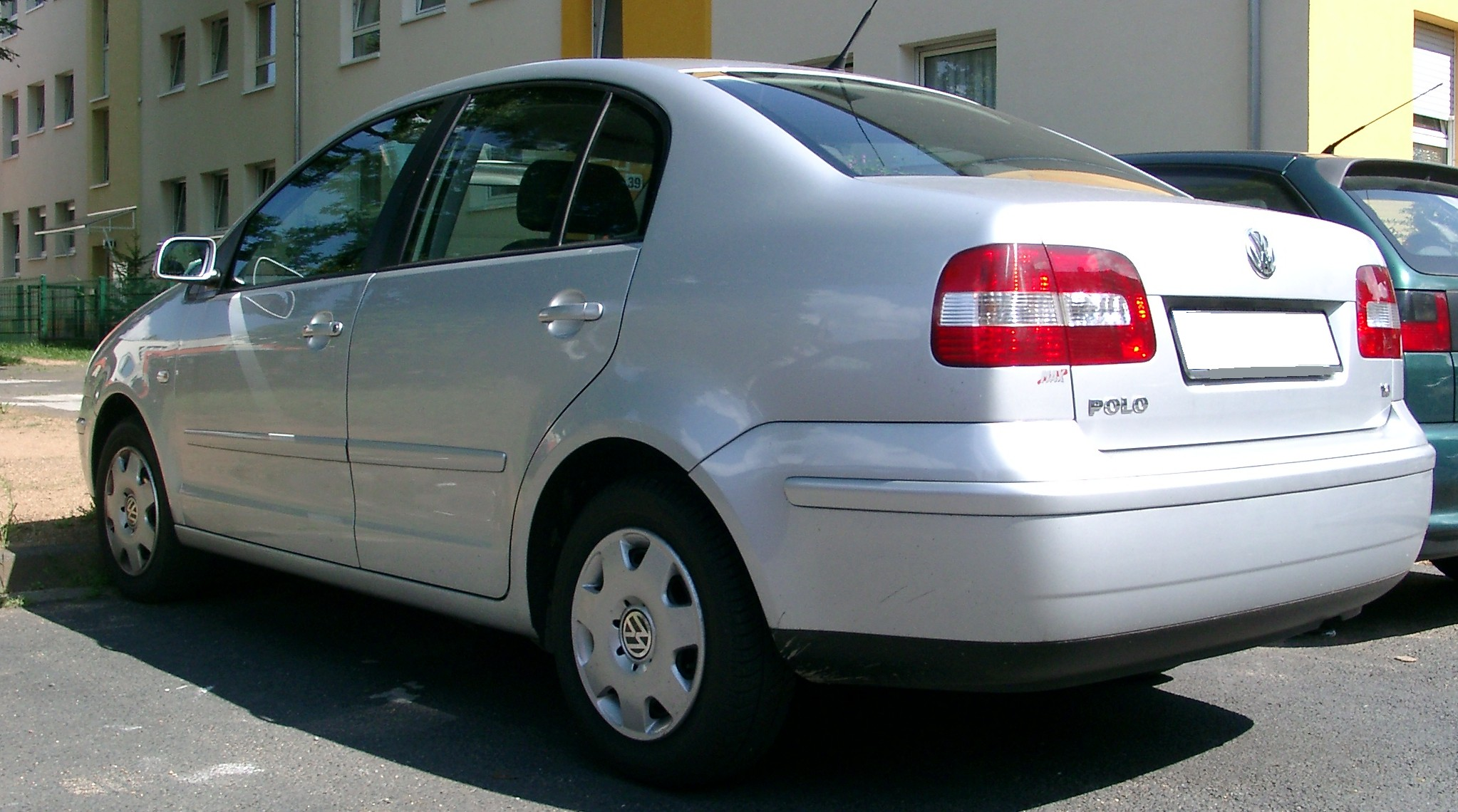
VW Polo sedán (2003–2005)

La variante con maletero llamada Polo sedán del Polo IV se construyó en octubre de 2003 en Brasil y desde ahí se exportó a Europa. El vehículo contiene un pilar B independiente y una carrocería alargada 28 centímetros con respecto a la versión corta. De esa forma cuenta con más espacio interior disponible y el volumen de carga del maletero le sirve para incrementar su capacidad total en 270 litros hasta los 432 litros. El equipamiento de serie del vehículo contiene entre otras cosas controles de ventanas eléctrico y cierre centralizado.

## Rediseño (9N3)
El 14 de marzo de 2005 comenzó la venta del Polo IV rediseñado. Después de la introducción al mercado oficial en el 30 de abril de 2005 esta versión se construyó hasta mayo de 2009. El vehículo rediseñado se diferenciaba de su antecesor sobre todo por sus diversos cambios exteriores, aunque de igual manera se actualizó tecnológicamente. De serie ahora el vehículo incorporó controles para los vidrios laterales y cierre centralizado.
El vehículo lleva el lenguaje de diseño más actual de la marca en el momento de su lanzamiento. El diseño de los faros delanteros lo toma del Golf V o del Passat B6, el capó y el guardabarros se rediseñaron completamente. Las direccionales laterales se movieron de los guardabarros a la carcasa de los espejos exteriores y llevan ahora tecnología LED. La vista de la tapa del maletero se modificó levemente con una luneta trasera más profundamente arrastrada hacia abajo en el centro, en una ligera forma de V. El diseño de las luces traseras se reestilizó completamente.
|                                  |
| VW Polo tres puertas (2005–2009) |

|               |
| Vista trasera |

Comparado con el modelo antecesor el interior se modificó muy poco. El tercer parasol sobre el espejo interior se removió y se sustituyó con una delgada tira antideslumbrante en el parabrisas. El tablero de instrumentos ahora se terminó en plásticos duros en general, mientras que en su antecesor en las líneas de equipamiento más altas consistían de plástico espumado. El volante en piel disponible opcionalmente y el volante de serie también disponible en modelos subsecuentes se diseñaron por completo.
El equipamiento especial posible se completa con ParkPilot (un asistente de estacionamiento), sistema de control de presión de llantas, función Coming-Home y los ya disponibles en el antecesor radio con casete  se sustituye con una radio CD, que está también disponible con la posibilidad de lectura de datos MP3.

### Polo sedán (9N4)

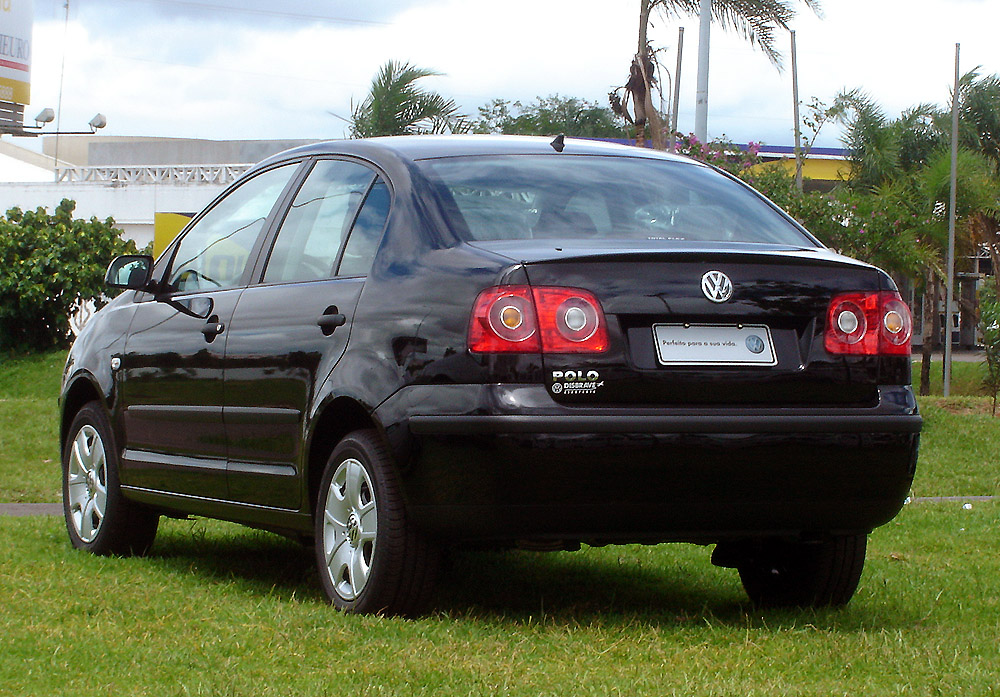
VW Polo sedán (limousine) (2005–2009)

Así mismo se modificó con el rediseño la variante sedán a principios de 2005 igualmente equipado con el ya conocido frente con parrilla en forma de V y con la parte trasera achatada. A diferencia de su antecesor este ya no se ofreció en el mercado europeo.

### Polo GTI
Después de que finalmente existiera una versión deportiva GTI en la tercera generación del Polo, a principios de 2006 llegó un completamente nuevo Polo GTI, ofrecido finalmente como una variante de modelo propia.

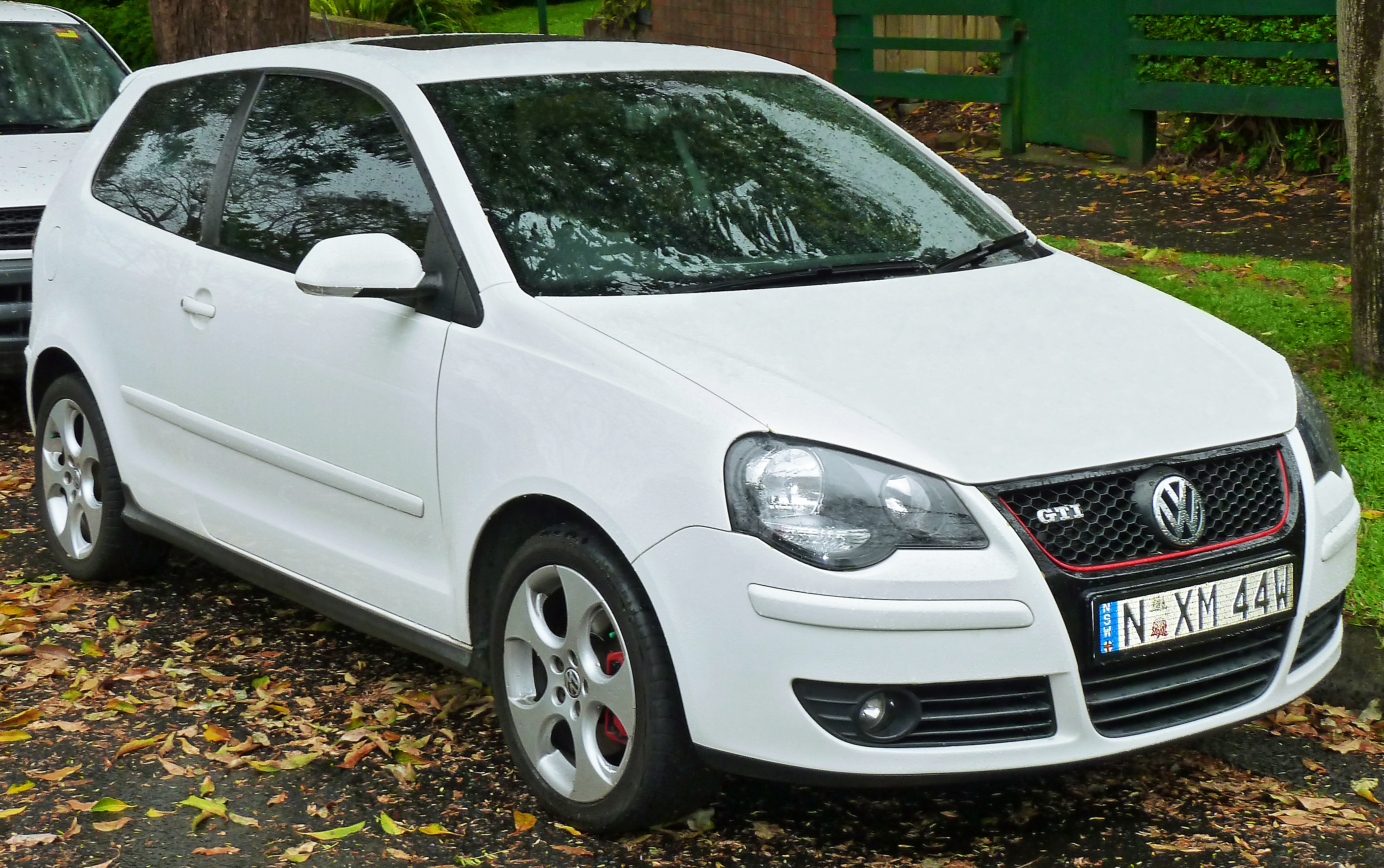
VW Polo GTI (2006–2009)

Visualmente este modelo se diferencia de la versión de serie normal por su parcialmente pintada parte frontal, parrilla con diseño de red con cenefa roja, faros delanteros con carcasa roja, faros de niebla de serie, faldones ampliados y con color contrastante al de la carrocería, calipers pintados de rojo, rines de metal ligero de 16 pulgadas, tubo de escape doble de acero inoxidable y un alerón en el borde del techo.
Del lado tecnológico dispone de un motor a gasolina de 1.8 litros con turbocargador y una potencia de 110 kW (150 PS) que el Polo GTI equipa sobre una suspensión deportiva con unos 15 milímetros más baja y utiliza además el sistema de frenado con discos de frenado con ventilación interior con 288 mm de diámetro en el eje delantero y de 232 mm en el eje trasero que utiliza el motor TDI de 96 kW. El equipamiento de seguridad de serie consta entre otras cosas de control electrónico de estabilidad (ESP) y un sistema de control de presión de neumáticos.

## Motorizaciones
Los motores gasolina son un 1.2 litros de 55, 60, 65 o 70 CV, un 1.4 litros de 75, 80, 86 o 100 CV, un 1.6 litros de 105 CV, un 1.8 turbo con 150 CV y el denominado cup edition con el mismo 1.8 turbo pero mejorado con 180cv mientras que los diésel son un 1.4 litros (tres cilindros) de 70, 75 u 80 CV y un 1.9 litros en versiones de 64, 100 y 130 CV. En Sudamérica, el Polo tipo 9N fue lanzado con un motor 1.6 litros de 101 CV.

### Motorizaciones 9N (2001-2005)
|                                | 1.2                   | 1.2                   | 1.4                                               | 1.4                   | 1.4 FSI                   | 1.6 |
| Periodo                        | 2001-2005             | 2001-2005             | 2001-2005                                         | 2002-2005             | 2002-2005                 |     |
| Identificación del motor       | AWY, BMD              | AZQ, BME              | AUA, BBY, BKY                                     | AUB, BBZ              | AXU                       |     |
| Tipo de motor                  | L3 6v                 | L3 12v                | L4 16v                                            | L4 16v                | L4 16v, inyección directa |     |
| Diámetro x carrera             | 76.5 mm × 86.9 mm     | 76.5 mm × 86.9 mm     | 76.5 mm × 75.6 mm                                 | 76.5 mm × 75.6 mm     | 76.5 mm × 75.6 mm         |     |
| Cilindrada                     | 1198 cm³              | 1198 cm³              | 1390 cm³                                          | 1390 cm³              | 1390 cm³                  |     |
| Relación de compresión         | 10.5: 1               | 10.5: 1               | 10.5: 1                                           | 10.5: 1               | 12.0: 1                   |     |
| Potencia máxima: CV (kW) @ rpm | 54 CV (40 kW) @ 4750  | 64 CV (47 kW) @ 5400  | 75 CV (55 kW) @ 5000                              | 101 CV (74 kW) @ 6000 | 86 CV (63 kW) @ 5000      |     |
| Par máximo: Nm @ rpm           | 106 Nm @ 3000         | 112 Nm @ 3000         | 126 Nm @ 3800                                     | 126 Nm @ 4400         | 130 Nm @ 3750             |     |
| Tracción                       | Delantera             | Delantera             | Delantera                                         | Delantera             | Delantera                 |     |
| Transmisión                    | Manual, 5 velocidades | Manual, 5 velocidades | Manual, 5 velocidades / Automática, 4 velocidades | Manual, 5 velocidades | Manual, 5 velocidades     |     |
| Aceleración 0–100 km/h         | 17.5 s                | 14.9 s                | 12.9 s                                            | 10.9 s                | 12.1 s                    |     |
| Velocidad máxima               | 152 Km/h              | 162 Km/h              | 172 Km/h                                          | 188 Km/h              | 171 Km/h                  |     |
| Consumo combinado (L/100 km)   | 5.8-6.0               | 5.9-6.0               | 6.4-6.5                                           | 6.6-6.7               | 5.8-5.9                   |     |

| Periodo                        | 2001-2005                                                    | 2001-2005                | 2001-2005                                                    | 2003-2005                                                    |           |
| Identificación del motor       | AMF, BAY                                                     | ASY                      | ATD, AXR                                                     | ASZ, BLT                                                     |           |
| Tipo de motor                  | L3 6v, inyección directa, inyector-bomba, turbo, intercooler | L4 8v, inyección directa | L4 8v, inyección directa, inyector-bomba, turbo, intercooler | L4 8v, inyección directa, inyector-bomba, turbo, intercooler |           |
| Diámetro x carrera             | 79.5 mm × 95.5 mm                                            | 79.5 mm × 95.5 mm        | 79.5 mm × 95.5 mm                                            | 79.5 mm × 95.5 mm                                            |           |
| Cilindrada                     | 1422 cm³                                                     | 1896 cm³                 | 1896 cm³                                                     | 1896 cm³                                                     |           |
| Relación de compresión         | 19.5: 1                                                      | 19.5: 1                  | 19.0: 1                                                      | 19.0: 1                                                      |           |
| Potencia máxima: CV (kW) @ rpm | 75 CV (55 kW) @ 4000                                         | 64 CV (47 kW) @ 4000     | 101 CV (74 kW) @ 4000                                        | 130 CV (96 kW) @ 4000                                        |           |
| Par máximo: Nm @ rpm           | 195 Nm @ 2200                                                | 125 Nm @ 1600-2800       | 240 Nm @ 1800-2400                                           | 310 Nm @ 1900                                                |           |
| Tracción                       | Delantera                                                    | Delantera                | Delantera                                                    | Delantera                                                    | Delantera |
| Transmisión                    | Manual, 5 velocidades                                        | Manual, 5 velocidades    | Manual, 5 velocidades                                        | Manual, 6 velocidades                                        |           |
| Aceleración 0–100 km/h         | 13.6 s                                                       | 17.0 s                   | 10.7 s                                                       | 9.2 s                                                        |           |
| Velocidad máxima               | 170 Km/h                                                     | 160 Km/h                 | 188 Km/h                                                     | 206 Km/h                                                     |           |
| Consumo combinado (L/100 km)   | 4.4-4.6                                                      | 4.7-4.9                  | 4.9-5.0                                                      | 5.2-5.3                                                      |           |

### Motorizaciones 9N3 (2005-2009)
| Periodo                        | 2005-2007             | 2007-2009             | 2005-2007             | 2007-2009             | 2005-2007                                         | 2006-2009                                         | 2005-2006             | 2005-2006                 | 2006-2009                                         | 2006-2009                  | 2006-2009                  |
| Identificación del motor       | BMD                   | BBM                   | BME                   | BZG                   | BKY                                               | BUD                                               | BBZ                   | AXU                       | BTS                                               | BJX                        | BBU                        |
| Tipo de motor                  | L3 6v                 | L3 6v                 | L3 12v                | L3 12v                | L4 16v                                            | L4 16v                                            | L4 16v                | L4 16v, inyección directa | L4 16v                                            | L4 20v, turbo, intercooler | L4 20v, turbo, intercooler |
| Diámetro x carrera             | 76.5 mm × 86.9 mm     | 76.5 mm × 86.9 mm     | 76.5 mm × 86.9 mm     | 76.5 mm × 86.9 mm     | 76.5 mm × 75.6 mm                                 | 76.5 mm × 75.6 mm                                 | 76.5 mm × 75.6 mm     | 76.5 mm × 75.6 mm         | 76.5 mm × 86.9 mm                                 | 81.0 mm × 86.4 mm          | 81.0 mm × 86.4 mm          |
| Cilindrada                     | 1198 cm³              | 1198 cm³              | 1198 cm³              | 1198 cm³              | 1390 cm³                                          | 1390 cm³                                          | 1390 cm³              | 1390 cm³                  | 1598 cm³                                          | 1781 cm³                   | 1781 cm³                   |
| Relación de compresión         | 10.5: 1               | 10.5: 1               | 10.5: 1               | 10.5: 1               | 10.5: 1                                           | 10.5: 1                                           | 10.5: 1               | 12.0: 1                   | 10.5: 1                                           | 9.5: 1                     | 9.5: 1                     |
| Potencia máxima: CV (kW) @ rpm | 55 CV (40 kW) @ 4750  | 60 CV (44 kW) @ 5200  | 64 CV (47 kW) @ 5400  | 70 CV (51 kW) @ 5400  | 75 CV (55 kW) @ 5000                              | 80 CV (59 kW) @ 5000                              | 101 CV (74 kW) @ 6000 | 86 CV (63 kW) @ 5000      | 105 CV (77 kW) @ 5600                             | 150 CV (110 kW) @ 5800     | 180 CV (132 kW) @ 5800     |
| Par máximo: Nm @ rpm           | 108 Nm @ 3000         | 108 Nm @ 3000         | 112 Nm @ 3000         | 112 Nm @ 3000         | 126 Nm @ 3800                                     | 132 Nm @ 3800                                     | 126 Nm @ 4400         | 130 Nm @ 3750             | 153 Nm @ 3800                                     | 220 Nm @ 1950-4500         | 235 Nm @ 2000-5000         |
| Tracción                       | Delantera             | Delantera             | Delantera             | Delantera             | Delantera                                         | Delantera                                         | Delantera             | Delantera                 | Delantera                                         | Delantera                  | Delantera                  |
| Transmisión                    | Manual, 5 velocidades | Manual, 5 velocidades | Manual, 5 velocidades | Manual, 5 velocidades | Manual, 5 velocidades / Automática, 4 velocidades | Manual, 5 velocidades / Automática, 6 velocidades | Manual, 5 velocidades | Manual, 5 velocidades     | Manual, 5 velocidades / Automática, 6 velocidades | Manual, 5 velocidades      | Manual, 5 velocidades      |
| Aceleración 0–100 km/h         | 17.5 s                | 16.5 s                | 14.9 s                | 14.5 s                | 12.9 s                                            | 12.2 s                                            | 10.9 s                | 12.1 s                    | 10.4 s                                            | 8.2 s                      | 7.5 s                      |
| Velocidad máxima               | 152 Km/h              | 157 Km/h              | 162 Km/h              | 167 Km/h              | 172 Km/h                                          | 175 Km/h                                          | 188 Km/h              | 178 Km/h                  | 192 Km/h                                          | 216 Km/h                   | 225 Km/h                   |
| Consumo combinado (L/100 km)   | 5.9                   | 5.8                   | 6.0                   | 5.8                   | 6.5                                               | 6.3                                               | 6.7                   | 5.9                       | 6.7                                               | 7.8                        | 7.9                        |

| Periodo                        | 2005-2009                                                    | 2005-2009                                                    | 2006-2009                                                                                 | 2006-2009                                                                                 | 2005-2009                                                    | 2005-2009                                                    | 2006-2009                                                                                 |
| Identificación del motor       | BNM                                                          | BNV                                                          | BWB                                                                                       | BMS                                                                                       | AXR                                                          | BLT                                                          | BMT                                                                                       |
| Tipo de motor                  | L3 6v, inyección directa, inyector-bomba, turbo, intercooler | L3 6v, inyección directa, inyector-bomba, turbo, intercooler | L3 6v, inyección directa, inyector-bomba, turbo, intercooler, filtro antipartículas (DPF) | L3 6v, inyección directa, inyector-bomba, turbo, intercooler, filtro antipartículas (DPF) | L4 8v, inyección directa, inyector-bomba, turbo, intercooler | L4 8v, inyección directa, inyector-bomba, turbo, intercooler | L4 8v, inyección directa, inyector-bomba, turbo, intercooler, filtro antipartículas (DPF) |
| Diámetro x carrera             | 79.5 mm × 99.5 mm                                            | 79.5 mm × 99.5 mm                                            | 79.5 mm × 99.5 mm                                                                         | 79.5 mm × 99.5 mm                                                                         | 79.5 mm × 99.5 mm                                            | 79.5 mm × 99.5 mm                                            | 79.5 mm × 99.5 mm                                                                         |
| Cilindrada                     | 1422 cm³                                                     | 1422 cm³                                                     | 1422 cm³                                                                                  | 1422 cm³                                                                                  | 1896 cm³                                                     | 1896 cm³                                                     | 1896 cm³                                                                                  |
| Relación de compresión         | 19.5: 1                                                      | 19.5: 1                                                      | 19.5: 1                                                                                   | 19.5: 1                                                                                   | 19.0: 1                                                      | 19.0: 1                                                      | 19.0: 1                                                                                   |
| Potencia máxima: CV (kW) @ rpm | 70 CV (51 kW) @ 4000                                         | 80 CV (59 kW) @ 4000                                         | 70 CV (51 kW) @ 4000                                                                      | 80 CV (59 kW) @ 4000                                                                      | 101 CV (74 kW) @ 4000                                        | 130 CV (96 kW) @ 4000                                        | 101 CV (74 kW) @ 4000                                                                     |
| Par máximo: Nm @ rpm           | 155 Nm @ 1600-2800                                           | 195 Nm @ 1800-2200                                           | 155 Nm @ 1600-2800                                                                        | 195 Nm @ 1800-2200                                                                        | 240 Nm @ 1800-2400                                           | 310 Nm @ 1900                                                | 240 Nm @ 1800-2400                                                                        |
| Tracción                       | Delantera                                                    | Delantera                                                    | Delantera                                                                                 | Delantera                                                                                 | Delantera                                                    | Delantera                                                    | Delantera                                                                                 |
| Transmisión                    | Manual, 5 velocidades                                        | Manual, 5 velocidades                                        | Manual, 5 velocidades                                                                     | Manual, 5 velocidades                                                                     | Manual, 5 velocidades                                        | Manual, 6 velocidades                                        | Manual, 5 velocidades                                                                     |
| Aceleración 0–100 km/h         | 14.6 s                                                       | 12.8 s                                                       | 14.6 s                                                                                    | 12.8 s                                                                                    | 10.7 s                                                       | 9.2 s                                                        | 10.7 s                                                                                    |
| Velocidad máxima               | 164 Km/h                                                     | 174 Km/h                                                     | 164 Km/h                                                                                  | 174 Km/h                                                                                  | 188 Km/h                                                     | 206 Km/h                                                     | 188 Km/h                                                                                  |
| Consumo combinado (L/100 km)   | 4.5                                                          | 4.5                                                          | 4.5                                                                                       | 4.5                                                                                       | 4.8                                                          | 5.2                                                          | 5.0                                                                                       |

## Galería
|                                  |
| Volkswagen Polo 9N vista Trasera |

|                           |
| Volkswagen Polo 9N2 Sedán |

|                                   |
| Volkswagen Polo 9N3 vista Trasera |

|                          |
| Volkswagen CrossPolo 9N3 |

|          |
| Interior |